# Большая Талица (деревня)
Большая Талица — деревня в составе Шангского сельского поселения Шарьинского района Костромской области России. 

## География
Расположена в центре района, у речки Большая Шанга.

## История
Согласно Спискам населенных мест Российской империи в 1872 году деревня Талица большая относилась к 3 стану Ветлужского уезда Костромской губернии. В ней числилось 11 дворов, проживало 55 мужчин и 53 женщины.
Согласно переписи населения 1897 года в деревне проживало 185 человек (64 мужчины и 121 женщина).
Согласно Списку населенных мест Костромской губернии в 1907 году деревня относилась к Николо-Шангской волости Ветлужского уезда Костромской губернии. По сведениям волостного правления за 1907 год в деревне числился 41 крестьянских дворов и 242 жителя. Основным занятием жителей деревни был лесной промысел.

## Население
| 2008 | 2010 | 2014 |
| ---- | ---- | ---- |
| 36   | ↘19  | ↗22  |